# 大相撲令和2年9月場所
大相撲令和2年9月場所（おおずもうれいわにねんくがつばしょ）は、2020年（令和2年）9月13日から9月27日までの15日間、東京都墨田区の国技館（両国国技館）で開催された大相撲本場所である。

## 概要
新型コロナウイルス感染症（COVID-19）流行に伴い、先場所の7月場所に続いて、人数制限をかけての開催となった。本来であれば5月場所以来の国技館開催となるが、先述の通り、先場所に続いての国技館での開催となった。但し、メディア等の呼称は例年どおりの「秋場所」で報じられた。
9月16日に首相に就任した菅義偉名義の内閣総理大臣杯の最初の場所となった。
9月場所に関わる時系列（すべて2020年）
- 8月31日 - 9月場所の番付が発表された[1]。
- 9月15日 - 3日目から予定していた前相撲が行われないことになった。出場者が1人しかいないためで、昭和40年代に現行制度ができて以来初めて[2]。
- 9月18日 - 先述の通り前相撲が行われなかったため、場所6日目のこの日、番付外に落ちていた式秀部屋の黎大の再出世が発表された。「前相撲については集計していない」という日本相撲協会だが、協会関係者は「（前相撲がなかった場所は）聞いたことがない」とコメントした[3]。
- 9月25日 - 場所13日目終了時点で十両以上の休場者が13人を記録。13人の休場は、大相撲野球賭博問題の謹慎を含めて14人が休場した2010年7月場所以来となる大量休場記録[4]。

## 優勝争い
7月場所13日目から右膝の負傷で休場していた横綱・白鵬と、7月場所の休場原因となった右肘の癒えない横綱・鶴竜がともに初日から休場。2人以上の横綱が初日から不在になるのは昭和58年（1983年）5月場所で千代の富士・北の湖が揃って休場して以来以来37年ぶりの事態となった。また、玉ノ井部屋で新型コロナウイルスの集団感染が確認され、9月場所の玉ノ井部屋所属の全力士・年寄の休場が発表された。
横綱不在で進む取り組みは、中日終了時点で6勝2敗に大関・貴景勝に、関脇の正代、平幕の照ノ富士、霧馬山、高安、若隆景、阿武咲、琴勝峰、翔猿の計9人が並日、3敗で6人が追う混戦模様となった。中日の時点で2敗が優勝争いの先頭となるのは、平成15年名古屋場所で10人が2敗で並んで以来17年ぶりのことであった。
後半戦に入り2敗・3敗力士による星の潰し合いが始まり、12日目の時点で貴景勝、正代、翔猿の3人が2敗、朝乃山、若隆景、阿武咲の3人が3敗で追う形となった。
13日目には大関・貴景勝と関脇・正代の2敗の直接対決が組まれ、正代が勝利。新入幕の翔猿は隆の勝を下して2敗を守った。
14日目には2敗の正代が4日目から10連勝で3敗を守る朝乃山を圧倒。2敗の翔猿が貴景勝に敗れ、この時点で正代が優勝争いの単独トップに立った。
千秋楽、2敗の正代と3敗の翔猿の対戦が組まれ、翔猿が勝てば結びの貴景勝対朝乃山の大関同士の対決の結果次第で2人もしくは3人の優勝決定戦も予想されたが、本割で正代が翔猿を突き落としで下して13勝2敗で初優勝を決めた。

## 番付・星取表
幕内
| 東方                       | 東方       | 東方     | 番付   | 西方   | 西方       | 西方         |
| 備考                       | 成績       | 力士名   | 番付   | 力士名 | 成績       | 備考         |
| -------------------------- | ---------- | -------- | ------ | ------ | ---------- | ------------ |
|                            | 全休       | 白鵬     | 横綱   | 鶴竜   | 全休       |              |
|                            | 10勝5敗    | 朝乃山   | 大関   | 貴景勝 | 12勝3敗    | 優勝次点     |
| 幕内最高優勝 殊勲賞 敢闘賞 | 13勝2敗    | 正代     | 関脇   | 御嶽海 | 8勝7敗     |              |
| 新関脇                     | 5勝10敗    | 大栄翔   | 関脇   |        |            |              |
|                            | 4勝11敗    | 隠岐の海 | 小結   | 遠藤   | 3勝9敗3休  | 再小結       |
|                            | 8勝5敗2休  | 照ノ富士 | 前頭1  | 隆の勝 | 10勝5敗    |              |
|                            | 6勝9敗     | 北勝富士 | 前頭2  | 玉鷲   | 5勝10敗    |              |
|                            | 6勝9敗     | 妙義龍   | 前頭3  | 照強   | 5勝10敗    |              |
|                            | 2勝6敗7休  | 豊山     | 前頭4  | 栃ノ心 | 6勝9敗     |              |
|                            | 9勝4敗2休  | 霧馬山   | 前頭5  | 宝富士 | 7勝8敗     |              |
|                            | 10勝5敗    | 髙安     | 前頭6  | 輝     | 8勝7敗     |              |
|                            | 6勝9敗     | 竜電     | 前頭7  | 碧山   | 7勝8敗     |              |
|                            | 7勝8敗     | 徳勝龍   | 前頭8  | 若隆景 | 11勝4敗    |              |
|                            | 6勝9敗     | 炎鵬     | 前頭9  | 阿武咲 | 10勝5敗    |              |
|                            | 7勝8敗     | 佐田の海 | 前頭10 | 琴恵光 | 8勝7敗     |              |
|                            | 5勝8敗2休  | 千代大龍 | 前頭11 | 琴奨菊 | 2勝10敗3休 |              |
|                            | 10勝5敗    | 琴勝峰   | 前頭12 | 魁聖   | 7勝8敗     |              |
| 再入幕                     | 9勝6敗     | 明生     | 前頭13 | 石浦   | 4勝4敗7休  |              |
| 新入幕 敢闘賞              | 11勝4敗    | 翔猿     | 前頭14 | 阿炎   | 全休       | 出場停止処分 |
|                            | 6勝9敗     | 志摩ノ海 | 前頭15 | 松鳳山 | 5勝10敗    |              |
| 再入幕                     | 2勝3敗10休 | 旭大星   | 前頭16 | 豊昇龍 | 8勝7敗     | 新入幕       |
| 再入幕                     | 8勝7敗     | 逸ノ城   | 前頭17 |        |            |              |

十両
| 東方   | 東方     | 東方     | 番付   | 西方     | 西方    | 西方   |
| 備考   | 成績     | 力士名   | 番付   | 力士名   | 成績    | 備考   |
| ------ | -------- | -------- | ------ | -------- | ------- | ------ |
|        | 3勝12敗  | 勢       | 十両1  | 錦木     | 6勝9敗  |        |
|        | 8勝7敗   | 琴勇輝   | 十両2  | 琴ノ若   | 9勝6敗  |        |
|        | 6勝9敗   | 若元春   | 十両3  | 千代丸   | 7勝8敗  |        |
|        | 9勝6敗   | 千代翔馬 | 十両4  | 大奄美   | 7勝8敗  |        |
|        | 5勝10敗  | 大翔丸   | 十両5  | 旭秀鵬   | 5勝10敗 |        |
|        | 9勝6敗   | 千代ノ皇 | 十両6  | 天空海   | 10勝5敗 |        |
|        | 8勝7敗   | 美ノ海   | 十両7  | 東龍     | 全休    |        |
|        | 6勝9敗   | 水戸龍   | 十両8  | 剣翔     | 7勝8敗  |        |
|        | 9勝6敗   | 英乃海   | 十両9  | 千代鳳   | 9勝6敗  |        |
|        | 11勝4敗  | 明瀬山   | 十両10 | 翠富士   | 11勝4敗 |        |
|        | 8勝7敗   | 白鷹山   | 十両11 | 千代の国 | 14勝1敗 | 再十両 |
| 引退   |          | 木﨑海   | 十両12 | 大翔鵬   | 6勝9敗  |        |
| 新十両 | 15戦全敗 | 王輝     | 十両13 | 錦富士   | 7勝8敗  | 新十両 |
|        | 全休     | 富士東   | 十両14 | 北磻磨   | 5勝10敗 | 再十両 |

（東十両12枚目木崎海は9月場所前に引退発表）

※ 赤文字は優勝力士の成績。